# 大阪府立高槻支援学校
大阪府立高槻支援学校（おおさかふりつ たかつきしえんがっこう）は、大阪府高槻市富田町一丁目にある特別支援学校。

## 概要
主に知的障害のある児童・生徒を対象にした支援教育を行う府立学校として初めて、1966年に設置された。

## 設置学部
- 小学部
- 中学部
- 高等部

## 沿革
- 1966年4月1日 - 開校。小学部・中学部を設置。
- 1969年4月1日 - 高等部設置。
- 1971年3月30日 - 体育館完成。
- 1983年3月31日 - プール完成。
- 1992年4月1日 - 吹田市立津雲台小学校内に吹田分教室（高等部）を設置。
- 1998年4月1日 - 大阪府立吹田養護学校開校にともない、吹田分教室を廃止。
- 2008年4月1日 - 学校名を「大阪府立高槻支援学校」に変更。
- 2013年4月1日 - 大阪府立摂津支援学校の開校に伴い、通学区域を再編。

## 通学区域
- 高槻市（一部地域を除く）
- 茨木市（高等部は対象外で一部地域を除く）
- 島本町

※ただし、茨木市在住で高等部への入学を希望する者は原則として大阪府立茨木支援学校へ進学する。

## 交通アクセス
- JR西日本 東海道本線（JR京都線） 摂津富田駅 西へ徒歩約7分
- 阪急京都線 富田駅 北西へ徒歩約5分